# Schistochila glaucescens
Schistochila glaucescens là một loài rêu tản trong họ Schistochilaceae. Loài này được (Hook.) A. Evans miêu tả khoa học lần đầu tiên năm 1905.